# Acura Legend
Acura Legend — автомобиль бизнес-класса, производившийся компанией Honda для североамериканского рынка. Является копией автомобиля Honda Legend. Стал первым автомобилем, выпущенным под маркой Acura, до того как модель была переименована в 1996 году в Acura 3.5RL. 3.5RL являлся версией для Североамериканского рынка модели Honda Legend серии KA9.
Возможность японских автопроизводителей экспорта более представительских автомобилей появилось в 1980-х годах в результате добровольного ограничения экспорта при переговорах Японского правительства и Американских торговых представителей по поводу ограничения продаж автомобилей основной марки. Мгновенный успех создания модели Legend марки Acura в борьбе против люксовых автомобилей Европы и США позволило компаниям Toyota и Nissan создать свои собственные бренды Lexus и Infiniti для конкуренции на рынке люксовых автомобилей.
Второе поколение по лицензии, выданной Daewoo Motors, выпускалось с 1993 по 2000 годы под именем Daewoo Arcadia.

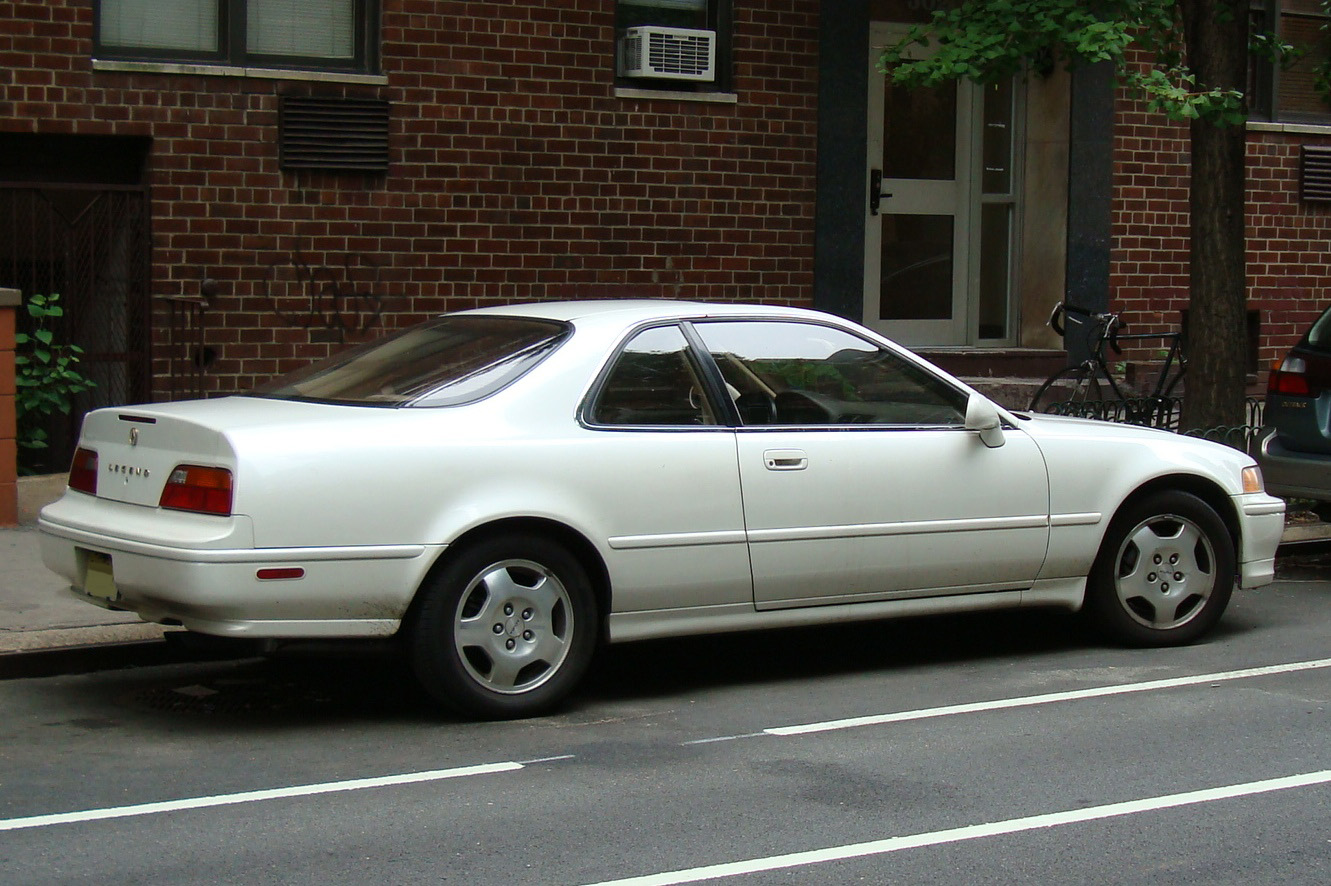
Acura Legend (США)

## В массовой культуре
- В серии реалити-шоу Cribs на канале MTV хип-хоп артист Ludacris владел седаном Acura Legend 1993 года, и считал его своим любимым автомобилем.[2]
- В сериале Парки и зоны отдыха в эпизоде 17 «Woman of the Year» (в 2010 году, спустя 14 лет как Legend перестала выпускаться) Жан-Ральфио хвастался, что владеет поддержанной Acura Legend.
- Рэп-исполнитель The Notorious B.I.G. в своих текстах в песне «You’re Nobody (Til Somebody Kills You)» имел отсылку к Legend Coupe.